# Haematobia thirouxi
Haematobia thirouxi är en tvåvingeart som först beskrevs av Émile Roubaud 1906.
Haematobia thirouxi ingår i släktet Haematobia och familjen husflugor. Inga underarter finns listade i Catalogue of Life.